# Katherine Webb (mannequin)
Pour les articles homonymes, voir Katherine Webb.
 (juin 2017).
Si vous disposez d'ouvrages ou d'articles de référence ou si vous connaissez des sites web de qualité traitant du thème abordé ici, merci de compléter l'article en donnant les références utiles à sa vérifiabilité et en les liant à la section « Notes et références ».
Katherine Webb, née le 29 avril 1989 à Montgomery, est un mannequin américain.

## Biographie
Elle est née à Montgomery dans l'État de l'Alabama.
Katherine fait ses études primaires aux collège et lycée de Columbus, en Géorgie, et est diplômée du lycée de Northside en 2007, puis fréquente ensuite l'université d'Auburn.
Elle est aussi diplômée de l'université d'Auburn en mai 2011 avec un BAC des sciences en gestion des affaires et en administration.
Katherine Webb a travaillé au Chick-fil-A à Columbus, comme serveuse, pendant deux ans.
Katherine est mannequin dans différentes agences de New York, Los Angeles, Miami ou Atlanta.
En 2012, elle est élue Miss Alabama USA, puis 5e dauphine de Miss USA 2012.